# Augusto Pestana
Augusto Pestana là một đô thị thuộc bang Rio Grande do Sul, Brasil. Đô thị này có diện tích 347,439 km², dân số năm 2007 là 7273 người, mật độ 20,93 người/km².